# Сюй Веньбо
Сюй Веньбо (*徐文伯, V–VI ст. ) — китайський чиновник та лікар часів династій Лю Сун та Південна Ці.

## Життєпис
Про дату й місце народження немає точних відомостей. Походив з родини спадкових лікарів, проте не вважав медицину своєю професією. Ймовірно навчання своє розпочав у 450-х роках. За службі досяг посади правителя області. Тим не менше, був майстром в медицині, особливо в техніці голковколювання. У 470-х роках став придворним лікарем імператорів династії Лю Сун, після її падіння зберіг свою посаду за володарів династії південна Ці.

## Родина
- син Сюй Кай (492–572) продовжував медичну справу батька.

## Медицина
Відомо декілька оповідань, що описують майстерність Сюй Веньбо. Одного разу, гуляючи разом з імператором Хоу Фей-ді з династії Лю Сун, вони зустріли вагітну жінку. Імператор, який мав славу знавцем в діагностиці, сказав: «У цьому череві дівчинка». Він наказав Сюй Веньбо також продіагностувати її. Сюй Веньбо сказав: «У цьому череві двоє — хлопчик і дівчинка». Імператор розлютився і хотів навіть розпороти жінці живіт, щоб переконатися у своїй правоті. Сюй Веньбо зупинив його і сказав: «Ваша величність, дозвольте мені зробити їй голковколювання». Він застосував методи седатации в Сань-інь-цзяо RP.6 і методи стимуляції в Хе-гу GI.4. Слідом за цим у жінки стався викидень, з утроби один за одним вийшли два плоди. З тих пір вважається, що голковколювання цих точок протипоказано при вагітності.
У свій час Сюй Веньбо лікував жінку, життя якої було в небезпеці через важкі пологи. Оглянувши її, він визначив, що плід мертвий. Лікар зробив голковколювання в двох точках Сань-інь-цзяо RP.6, а також застосував методи седатации в двох точках Тай-чун F.3. Плід негайно ж вийшов.
Сюй Веньбо є автором «Ляофу женьцзя» (Лікування затвердінь у череві жінок), «Яо фан» (Лікарські рецепти).